# 陈槃
陈槃（1905年—1999年），字槃庵，号涧庄，男，广东五华人，中国历史学家，中央研究院历史语言研究所研究员，台湾大学文学院教授，中央研究院院士。